# Nöttjärnen (Stigsjö socken, Ångermanland)
Nöttjärnen är en sjö i Härnösands kommun i Ångermanland och ingår i Gådeåns huvudavrinningsområde.